# Gastrocopta ogasawarana
Gastrocopta ogasawarana foi uma espécie de gastrópodes da família Pupillidae.
Foi endémica da Japão.